# Laurel en Hardy Classics
Laurel en Hardy Classics was een Amerikaanse vedettenstripreeks rond Laurel & Hardy, die werd uitgegeven door Classics Lektuur in de jaren zestig en zeventig. De serie bevatte Nederlandse bewerkingen van de verhalen van Larry Harmon, gebaseerd op de personages die Stan Laurel en Oliver Hardy uitbeeldden in hun films. In totaal werden 219 nummers uitgebracht.